# Strix rufipes
Strix rufipes é uma espécie de ave estrigiforme pertencente à família Strigidae.